# Sanitätsoffizier-Anwärter

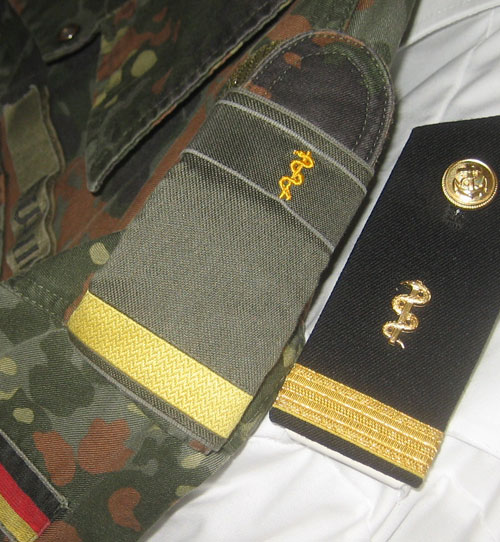
Dienstgradabzeichen eines Sanitätsoffizier-Anwärters im Dienstgrad Leutnant zur See

Sanitätsoffizier-Anwärter (SanOA) sind Anwärter in der Laufbahn der Offiziere des Sanitätsdiensts der Bundeswehr. Die maßgeblichen gesetzlichen Grundlagen enthält die Soldatenlaufbahnverordnung (SLV).

## Schreibweise
Nach der Soldatenlaufbahnverordnung lautet die amtliche Bezeichnung „Sanitätsoffizier-Anwärter“ bzw. „Sanitätsoffizier-Anwärterin“. Der Gebrauch dieses „durchgekoppelten“ Kompositums ist im schriftlichen militärischen Sprachgebrauch der Bundeswehr nur auf sehr formale Kontexte beschränkt. In amtlichen Dokumenten wie dem Soldatengesetz (SG) ist auch die Schreibweise ohne Bindestrich zu finden. (§ 30 Abs. 2; § 39 Nr. 2; § 42 Abs. 2; § 49 S. 2; § 56 Abs. 4 S. 2 SG) In aller Regel wird schriftlich und mündlich die Abkürzung „SanOA“ gebraucht.

## Definition
Sanitätsoffizier-Anwärter der Bundeswehr sind Soldaten auf Zeit oder Berufssoldaten, die keinen in der Anordnung des Bundespräsidenten über die Dienstgradbezeichnungen und die Uniform der Soldaten definierten Dienstgrad für Sanitätsoffiziere führen und gemäß Soldatenlaufbahnverordnung in Verbindung mit der Zentralen Dienstvorschrift (ZDv) 20/7 einer der Laufbahnen der Offiziere des Sanitätsdienstes angehören.
Im Sinne der Soldatenlaufbahnverordnung zählen Sanitätsoffizier-Anwärter formal nicht zu den Offizieranwärtern. Da aber Sanitätsoffizier-Anwärter sehr ähnlich bezeichnet werden und sie ebenfalls Anwärter auf einen Dienstgrad der Offiziere im Sinne der Anordnung des Bundespräsidenten sind, werden sie in der zivilen Umgangssprache und häufig informell auch innerhalb der Bundeswehr bis zur Ernennung in einen Dienstgrad für Offiziere zu den Offizieranwärtern gezählt. Häufig werden sie selbst in amtlichen Dienstvorschriften und Verordnungen ohne weitere Differenzierung zur Gruppe der Offizieranwärter gezählt.
Es handelt sich um eine laufbahnrechtliche Einstufung der Soldaten. Hinsichtlich Besoldung, Befehlsgewalt im Sinne der Vorgesetztenverordnung, der zulässigen und üblichen Dienststellungen usw. sind Sanitätsoffizier-Anwärter den entsprechenden Mannschaftsdienstgraden, Unteroffizieren ohne und mit Portepee und Leutnanten (der entsprechenden Wehrdienstverhältnisse) gleichgestellt.

## Dienstgradbezeichnungen und Zusätze
Sanitätsoffizier-Anwärter tragen die gewöhnlichen Dienstgrade für Mannschaften und Leutnante. Die Dienstgrade für Unteroffiziere werden nur teilweise unverändert geführt. Sanitätsoffizier-Anwärter in Heeres- oder Luftwaffenuniform führen statt der Dienstgrade Unteroffizier, Feldwebel und Hauptfeldwebel die Dienstgradbezeichnungen Fahnenjunker, Fähnrich und Oberfähnrich; bei Marineuniformträgern werden statt der Dienstgrade Maat, Bootsmann und Hauptbootsmann die Dienstgrade Seekadett, Fähnrich zur See und Oberfähnrich zur See geführt. Im Schriftverkehr führen Sanitätsoffizier-Anwärter hinter ihrer Dienstgradbezeichnung die Zusätze „(Sanitätsoffizier-Anwärterin)“, „(Sanitätsoffizier-Anwärter)“ oder kurz „(SanOA)“.
Abweichend von den Bestimmungen der Soldatenlaufbahnverordnung werden bei den Kurzbezeichnungen in der Praxis die Klammern häufig weggelassen.

## Bewerbung
Bewerbungen sind bei einem Wehrdienstberater beim Bundesamt für das Personalmanagement der Bundeswehr in der Lüttich-Kaserne in Köln einzureichen. Ein zweitägiges Auswahlverfahren findet am Assessmentcenter für Führungskräfte der Bundeswehr. Die Bewerber als Sanitätsoffizier-Anwärter durchlaufen zur Eignungsfeststellung mehrere Stationen, die denen für Bewerber als Offizieranwärter gleichen. Zusätzlich müssen sie aber einen speziellen „Sanitätstest“ absolvieren, der naturwissenschaftliche Kenntnisse prüft. Kommt für den Bewerber ausschließlich die Laufbahn des Sanitätsdienstes in Frage, entfällt der ansonsten obligatorische computergestützte Mathematiktest. In der „Studienberatung“ werden Kenntnisse in Biologie, Chemie oder in anderen für das angestrebte Studium relevanten Bereichen geprüft. Motivation, Studiendauer und -ablauf sowie Leistungsanforderungen sind weiterer Gegenstand der „Studienberatung“.
Geeignete Bewerber werden gemäß ihrer Leistungen in eine Eignungsreihenfolge platziert. Den Bewerbern wird meist zunächst nur die Feststellung der Eignung zum Sanitätsoffizier mitgeteilt. Besonders geeignete Bewerber erhalten eine Sofortzusage. Den anderen Bewerbern wird am Ende des Einstellungszeitraums in Eignungsreihenfolge eine Zusage (oder Absage) mitgeteilt.

## Ausbildung

### Grundausbildung
Die Grundausbildung beginnt im Juli. Unabhängig von der Teilstreitkraft findet diese zentral beim Sanitätslehrregiment „Niederbayern“ in Feldkirchen statt.

### Studium
Sanitätsoffizier-Anwärter studieren an zivilen Hochschulen. Ihnen stehen dazu Studienplätze zu, die nicht über die Stiftung für Hochschulzulassung vergeben werden. Der Sanitätsoffizier-Anwärter kann bevorzugte Studienorte benennen. Den Wünschen wird meist entsprochen. Ein Studienplatztausch – auch mit zivilen Kommilitonen – sind in der Regel möglich, solange dadurch keine Verzögerungen entstehen.
Im Studium werden sie zu einer Betreuungseinheit nahe dem Studienort kommandiert. Die Betreuungseinheit ist erster Ansprechpartner bei allen dienstlichen Belangen. Ein Betreuungsoffizier ist Disziplinarvorgesetzter. In der Regel befindet sich in der Betreuungseinheit auch der Truppenarzt. Die Personalverwaltung erfolgt weiter zentral durch das Bundesamt für das Personalmanagement der Bundeswehr (BAPersBw). Der Studienfortschritt wird regelmäßig der Betreuungseinheit und dem Personalamt mitgeteilt. Zusatzsemester müssen durch das BAPersBw genehmigt werden. Bei vermeidbaren Studienverzögerungen könnte die Bundeswehr die Beendigung des Dienstverhältnisses fordern. Die Verpflichtungszeit verlängert sich für Soldaten auf Zeit nach zwei Zusatzsemester um ein Jahr.
In den Semesterferien absolvieren Sanitätsoffizier-Anwärter einen zweiteiligen Offizierlehrgang an der Sanitätsakademie der Bundeswehr. Truppenpraktika und Famulaturen in Einrichtungen des Sanitätsdienstes beziehungsweise der Sanitätsdienste der Teilstreitkräfte sind erwünscht, um Erfahrungen in der Truppe zu sammeln und die Identifikation mit der Truppe zu fördern.

#### Ausbildungsgeld
Der Sold wird, da der Sanitätsoffizier-Anwärter für die Zeit seines Studiums beurlaubt ist, als „Ausbildungsgeld“ bezeichnet. Die Bezüge von Sanitätsoffizier-Anwärter sind explizit in § 30 Abs. 2 des Soldatengesetzes und in § 2 der Sanitätsoffizier-Anwärter-Ausbildungsgeldverordnung festgelegt und sollen grundsätzlich alle während des Studiums anfallenden Kosten (z. B. Lernmittel, Semesterbeiträge) abdecken.
Die ab dem Wintersemester 2006/2007 von einigen Universitäten erhobenen Studiengebühren wurden zunächst nicht von der Bundeswehr übernommen. Der Führungsstab des Sanitätsdienstes versuchte vergeblich, das Land dazu zu bringen, die im hoheitlichen Auftrag studierenden Sanitätsoffizier-Anwärter von der Zahlung freizustellen. Das Bundesministerium der Verteidigung entschied im April 2007, die Studiengebühren rückwirkend zu übernehmen. Sanitätsoffizier-Anwärter, der Verein Deutscher SanOA e. V. und der Deutsche Bundeswehrverband hatten im Vorfeld auf die Ungleichbehandlung der Sanitätsoffizier-Anwärter gegenüber den kostenfrei an den Universitäten der Bundeswehr studierenden Offizieranwärtern hingewiesen.

## Uniform

Laufbahnabzeichen für Marineuniformträger
Humanmedizin
Zahnmedizin
Pharmazie